# زهرة الأهوار المائية
زهرة الأهوار المائية (الاسم العلمي:Nymphoides aquatica) هي نوع من النباتات تتبع جنس زهرة الأهوار من الفصيلة الإطريفلية.